# ラーメタル
ラーメタルは、松本零士の漫画及びそれを原作としたアニメ作品に登場する架空の惑星である。
本項では主に、初出の作品である『新竹取物語 1000年女王』（1980-1983年）の描写を中心に解説する。また、ラーメタルと密接な関係にある暗黒太陽ラーについても併せてここで扱う。
なお、単にTV版、映画版と表記している場合はいずれも『1000年女王』のTV版および映画版を指す。

## 概要
長大な楕円軌道を描き1000年周期で太陽系を巡る惑星であり、ラーメタル人の母星。遊星ラーメタルとも呼ばれ、名前にはラーメタル語で「永遠の旅人」の意味がある。気圧、重力、大気の成分などは地球とほぼ同じで、直径は地球の9倍となる109404km。映画版の設定では、自転速度は48時間22分43秒とされている。1000年に一度、太陽系内を通過する度に地球の環境に大きな影響を与えてきた。
通常、地表は3000メートルにも達する厚い氷で覆われており、地表温度は-280℃という酷寒の世界だが太陽の光が届くようになると氷が溶け、海が誕生し氷の下に埋まっていた都市も出現する。首都はシティ・ミユ。地球に近づくと大気が尾のように伸びていき、地球の大気と融合して「大気の橋」となる。この「大気の橋」は地球との最接近から48時間後に消滅し、地球との接近が終わりを告げるとラーメタルは再び離れてゆく。そして、再び両極地方から氷に覆われてゆく。

## 劇中での登場

### 1000年女王
地球では永らくその存在を確認されていなかったが、1999年に筑波天文台勤務の雨森教授により太陽系第10番惑星として発見される。当初は「未確認移動惑星A-6」と呼ばれていたが、やがて教授の名をとって雨森惑星と呼ばれるようになった。その後、教授の助手をしている雪野弥生（正体はラーメタルから派遣された1000年女王）から本当の名前がラーメタルであることを知らされる。なお、TV版では彼女の姉（原作・映画では妹）であるセレンが教授の甥である雨森始に渡したビデオレターでこの星の名を始たちに教えている。この時の地球との最接近時刻は1999年9月9日0時9分9秒と教授によりコンピューターで割り出されるが、原作では途中からラーメタルの公転速度が変化した結果、200年3月13日となっている。原作及び映画版では当初、この接近時にラーメタルは地球と衝突してサイズの小さい地球のほうが消滅すると思われていたが、ラーメタルは地球に多大な被害を与えつつもすれ違うだけで衝突しないことが判明する。この地球との再接近を好機ととらえ、地球への移住を企てたラーメタル人と地球人との間で戦いが生じたがラーメタル人の地球移住計画は失敗に終わり、ラーメタルは地球を離れて行った。原作では最終回において地球を離れた時期が2001年の春とされている。
TV版では教授が割り出した日時がラーメタル接近による地球滅亡のタイムリミットとして設定され、この時の接近により太陽系の惑星の幾つかが消滅している。ラーメタルはそのまま地球へ衝突する軌道を描いていたが、弥生の自己犠牲によりこの惑星と密接な関係にある暗黒彗星ラー（後述）が消滅した結果、衝突の危機は回避されラーメタルは地球から離れていき、地球と同じ軌道上で太陽の恵みを受けることができるようになった。

### さよなら銀河鉄道999 アンドロメダ終着駅
『1000年女王』連載中に公開されたアニメ映画『さよなら銀河鉄道999 アンドロメダ終着駅』（1981年）では惑星ヘビーメルダーの衛星として登場。同じく1000年周期の楕円軌道を描き、外観は宇宙から見るとフワッとした煙でできた輪のような雲に覆われている。この作品ではメーテルの生まれ故郷であったものの、機械帝国に制圧されており、機械化人と生身の人間によるパルチザンにより戦場と化していた。ここの街の外観は19世紀や20世紀前半の欧州都市のようで、住宅街もそれと酷似している。プロメシュームとメーテルが住んでいたとされる湖の畔の古城も、そうした欧州の城郭といった姿をしている。
メーテルの行方を捜す星野鉄郎は、ここで機械帝国の尖兵に襲われたところを、パルチザンの少年であるアンドラード星人ミャウダーに助けられ、意気投合するものの、そのミャウダーからメーテルがプロメシュームの後継者となった事を聞かされ、ショックを受けなががらもメーテルと再会する。そして物語ラストでは機械帝国との戦いを終えた鉄郎は、大アンドロメダで息絶えていたミャウダーの遺体を、彼の母の形見であるオルゴールと共に弔った後、ハーロック、エメラルダス、そしてメーテルと別れて地球への帰路についた。
なお、松本によればこのラーメタルは『1000年女王』の時代から約2万年くらい後のラーメタルとのことである。

### スピンオフ作品での登場
『999』と『1000年女王』とのミッシングリンクを埋める作品と位置づけられたOVA作品『メーテルレジェンド』（2000年、以下『レジェンド』と表記）とTVアニメ『宇宙交響詩メーテル 銀河鉄道999外伝』（2004年、以下『宇宙交響詩-』と表記）では暗黒太陽ラーの次元重力でアンドロメダ銀河へと導かれ、この時点では銀河系を遠く離れている。太陽の光が届かないことによる惑星の寒冷化で地表は猛吹雪に見舞われており『レジェンド』では住民であるラーメタル人たちは人工太陽で寒さを凌いでいたが途中で壊れてしまう。
『宇宙交響詩-』では苛酷な環境でも生き残れるようにと、ラーメタルの女王となったラー・アンドロメダ・プロメシュームにより住民及び惑星全体の機械化を進められ、惑星全体を外殻で覆いつくそうとしていた。ところが急激な機械化は住民の反発を招き、反乱軍の側についた先代の女王ラーレラとメーテルによって惑星の内部にあるコアを切り離され、ラーメタルは破壊される。住民達はこの切り離されたコアに避難、これがヘビーメルダーの重力圏に捉えられたことでその衛星となり、ラーメタル人は再び春を迎えることができた。そして彼らは衛星となったコアを新生ラーメタルと呼ぶようになった。なお、コアが存在する内部には宇宙空間が広がっており、惑星の常識を覆すものであった。

### ゲームでの登場
プレイステーションソフトの『松本零士999 〜Story of Galaxy Express 999〜』では、ラーメタルは機械帝国の傘下組織となった『宇宙海賊キャプテンハーロック』の敵組織マゾーンに襲撃されているという設定で登場。惑星を統治する新1000年女王によって派遣されたミライは、機械帝国に反旗を翻す宇宙海賊のハーロックに救援を請おうとしたがヘビーメルダーのニセハーロックに捕まってしまう。だが星野鉄郎に救出され、999号の通信装置でハーロックの乗艦アルカディア号と連絡を取ることに成功し、救援を取り付ける。これによりラーメタルはマゾーンを撃退できた。

## 首都
シティ・ミユという名前がある。地球人類が誕生する以前からラーメタルの首都として存在し、指導者ラーレラの聖宮殿がある。地表を覆う氷が解けるとツクシのような形をした細長い建物が多数立ち並ぶようになり、超近代的威容を現す。所在地について「ラーメタルの赤道の北スカラベ大陸から約300キロの海峡を隔てて位置するラーミユ大陸の南岸にある」との記述がある。このラーミユ大陸はアフリカ大陸の1.5倍ほどの大きさもあり、地球へ向け浮遊大陸となって浮上した。TV版では地底都市として存在し、人工太陽で都市全体を照らしている。なお、TV版の脚本を担当した藤川桂介によるTV版のノベライズ本では、ラーメタル市という都市名がある。
『レジェンド』ではプロメシュームがラーメタルの女王となっており、彼女たちが暮らしている都市の名前などは言及されていないが、聖宮殿に似た建物が存在している。
『宇宙交響詩-』ではネオ・シティ・ミユとして登場。惑星の機械化により、後の機械帝国にも通じるデザインの建築物が立ち並ぶ。建造中の外殻の間から隕石が入ってきても都市に被害が及ばないように、穴が開いている部分にはバリヤーを展開して隕石の侵入を防いでいた。しかし、反乱軍についたプロメシュームの部下・レオパルドの艦隊の攻撃によって都市は破壊された。

## 暗黒太陽ラー
ラーメタルの軌道に大きく影響を与えている暗黒太陽として登場。ラーメタル人によってその存在は古くから知られており、ラーメタルの古代叙事詩に記録がある。ラーメタルの接近に伴ってラーが太陽系の垂直面に来た際には地球にも影響を及ぼし、地震を引き起こした。仮に座標として上下を決めると、この時のラーの軌道は太陽系の下の方を通過する形だった。ラーに近づくとその影響で時間や空間が歪むため、物がグニャグニャして見えるようになる。漫画版では「心で見る」ことでその形を視覚的に捉えることができれば宇宙に穴が開いたように見える。ラーにはラーメタルにのみ作用する次元重力があり、その影響でラーメタルは1999年から2000年の接近を最後に太陽系を離れ、アンドロメダ銀河へと導かれていった。映画版では物語終盤で銀河系と交差するもう一つの銀河の中に存在していた。
TV版ではラーメタルと同一の軌道を描く暗黒彗星として終盤の40話より登場。強力な電磁波を放ち、彗星のように移動する超物質であらゆる物を飲み込む性質を持ち、さながら移動するブラックホールである。劇中ではその吸引力により、ラーメタルとの衝突から逃れようと地球を脱出したエリート達の宇宙船が全て吸い込まれている。ラーメタルと並んで移動していることについて雨森教授は、ラーメタルの強力な重力とラーの強い吸引力がちょうど釣り合うためだと推測している。ラーのくびきを断ち切ることでラーメタルの軌道を変え、地球への衝突を避けようとした弥生はラーメタルにいる自分の母・聖女王ラーレラの元を訪れ手立てを講じてもらうように頼んだが、聖女王はラーを神と崇めていたために拒否される。なお、TV版のノベライズ本（藤川版）では、聖女王はそのくびきを絶とうとしたが、ラーメタルを滅ぼしかねないほどのエネルギーが必要となることからそれを断念したとされる。天文台での分析により質量の分布にバラつきがあることが判明し、それを元に質量分布図が作成された結果、雨森教授は左側面の質量が弱い部分に32.4宇宙パワー以上の力を加えればラーを消滅させられることを突き止める。それを可能にするのは弥生が建造させていた大宇宙船だけだったが、ラーの電磁波でリモコン操縦は不可能なため、弥生はゴンドラを設置した大宇宙船に単身乗り込み、念力を使用してそれを動かし、ラーに突入・自爆させる。これによりラーは消滅し、地球滅亡の危機は回避されたのみならず、ラーメタルは正規の軌道に戻り、星全体を覆っていた暗雲も晴れて、ラーに呪縛されていたラーメタルをも救う事となった。

## 補足
- 名前は、エジプトの太陽神ラー（Ra）と金属の英語訳メタル（metal）に由来するが、『さよなら銀河鉄道999』での駅名を見ると英語の綴りはLarmetalとなっている。松本の漫画でラーメンが頻繁に出てくることから、読者からラーメンが由来ではないか[5]という声もあったというが松本はそれを否定している[6]。
- 松本の当初の構想では、暗黒太陽ラーによってラーメタルはそのままひきずられた結果、アンドロメダと地球との中間あたりで放り出され、今度は『999』に登場するヘビーメルダーが巡っている太陽の重力にとらえられて同じような1000年軌道の楕円軌道に乗るという設定だった[7]。
- 松本の出身地である福岡県の北九州市に、「ヘルパーステーション ラーメタル」という訪問介護サービスを行っている会社が存在したが、2013年10月21日に福岡地方裁判所小倉支部において破産手続きの開始決定を受けている。なお、松本の出生地は久留米市である。

## 註
1. ↑  誤植で6倍となっていたこともある。また、TV版では地球の3倍となっている。
2. ↑  漫画連載およびアニメ放映当時は、冥王星が第9番惑星だった。
3. ↑  単行本3巻P.127の記述より。西暦200年は明らかな誤植だが、正確な年代が2000年なのか2001年かは不明。また、日付の3月13日は映画版の公開日である。
4. ↑  『アニメディア』1981年10月号、学習研究社、10頁。
5. ↑  ラー・アンドロメダ・プロメシュームが「雪野弥生」として地球で生活していた当時、彼女の養父母である雪野夫妻が営む家業がラーメン屋であることから生じた誤解だと考えられる。なお、メーテルと鉄郎が旅の途中で立ち寄った惑星で食事を摂る時はラーメンが比較的多く登場しており、メーテルの好物の一つとして描かれているが、これについてはメーテルの母であるプロメシュームの地球時代の名残が影響しているのではないかと考察する意見もある。
6. ↑  『新竹取物語 1000年女王』劇画版 PART3、サンケイ出版、124頁。
7. ↑  『マイアニメ』1982年5月号、秋田書店、122頁。